# دهستان مردهک
دهستان مردهک، یکی از دهستان‌های بخش جبالبارز جنوبی شهرستان عنبرآباد در استان کرمان ایران است. مرکز این دهستان، شهر مردهک است.

## جمعیت
بر پایه سرشماری عمومی نفوس و مسکن در سال ۱۳۹۵، جمعیت دهستان مردهک برابر با ۸٬۱۱۲ نفر بوده است.